# シンデレラ サマー
「シンデレラ サマー」は、石川優子の通算7枚目のシングル。1981年3月5日に発売された。発売元はラジオシティ。
「JAL'81・沖縄キャンペーンソング」に起用された。

## 解説
石川優子自身1979年にデビュー以降、当曲で初めてのオリコンチャート・10位（最高順位）入りを果たす。ほかTBSテレビ系列「ザ・ベストテン」、日本テレビ系列「ザ・トップテン」にもランクイン時には、ほぼ毎回出演し同曲を歌唱披露していた。
その後は3年程ヒット曲に恵まれなかったが、当時CHAGE and ASKAのメンバーとして活動中だった、チャゲ（現：Chage）とコラボレーション・シングルとして、1984年4月に発売した「ふたりの愛ランド」で大ブレイクを果たし、男女のデュエット曲として「ザ・ベストテン」「ザ・トップテン」等の音楽番組へ多数出演した。なお同曲も「シンデレラ サマー」と同じく、「JAL'84・沖縄キャンペーンソング」に採用されている。

## タイアップ
- シンデレラ サマー
  - JAL'81・沖縄キャンペーンソング。

## 収録曲
両楽曲ともに作詞・作曲：石川優子
1. シンデレラ サマー
  - 編曲：淡野保昌
2. 終末(さいご)の夜に
  - 編曲：淡野保昌・松任谷正隆